# Масинісса
Масині́сса (близько 238 до н. е. — 148 до н. е.) — цар Нумідії, вождь берберського племені масилів, під час Другої Пунічної війни спершу був союзником Карфагену і воював проти римлян в Іспанії. Після битви при Іліпі у 206 р. до н. е. перейшов на бік Риму. Його підтримка у битві при Замі забезпечила перемогу римлянам. Масинісса залишався вірним союзником Рима до кінця свого життя. Відомий своїм коханням до карфагенянки Софонісби.
За свої послуги ще у війні проти Ганнібала він отримав від Риму свободу дій щодо відносин з Карфагеном. Масинісса був талановитий володар, що захоплено працював над розбудовою своєї держави, — привчив своїх кочовиків до осілого життя, поширював управу землі, будував міста. Але неродючі степово-пустельні простори, над якими Масинісса мав владу, не вдовольняли його, й він намагався добути собі кращі терени від карфагенців. Все поширюючи свої володіння, він оточив Карфаген. Карфагенський сенат безнастанно висилав скарги на Масиніссу до Рима, але без успіху: римляни підтримували свого союзника.

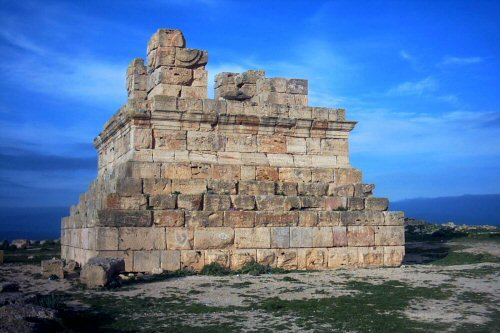
Гробниця царя Нумідії Масинісси (бл.238-бл.148 до н. е.) Знаходження: Шумаа ель-Хруб, біля Константіни, Алжир

Масинісса, відчуваючи підтримку римлян, притримувався агресивної політики щодо Карфагену і намагався приєднати до своїх володінь частину його території. Зрештою, у Карфагені до влади прийшла воєнна партія, що вважала, що тільки силою можна заімпонувати Римові. У 151 до н. е. сталося збройне зіткнення. Карфагенські полководці несподівано з 50 000 війська рушили на Масиніссу, думаючи цілком знищити його країну. Але нумідійський цар виявився незвичайно спритним вождем і, хоч був неприготований, у вирішальній зустрічі розгромив усю карфагенську армію. Він мав тепер відкритий шлях на Карфаген. Але, як добрий політик, затримався перед воротами і надіслав скаргу до Риму, що карфагеняни порушили мир. Карфагенський сенат намагався залагодити справу, покарав смертю своїх генералів і вислав до Рима мирне посольство із заявою, що Карфаген піддається на ласку й неласку. Попри те, що карфагеняни вже зазнали поразки і підтверджували покору Римові, римський сенат розцінив їхні дії як порушення умов договору 201 до н. е. і оголосив війну.
Масинісса помер на другий рік після початку Третьої Пунічної війни і не став свідком знищення Карфагена — завершення справи, якій він присвятив майже шістдесят років свого життя.